# Шатијон ле Сон
Шатијон ле Сон (фр. Châtillon-lès-Sons) насеље је и општина у североисточној Француској у региону Пикардија, у департману Ен (Пикардија) која припада префектури Лаон.
По подацима из 2011. године у општини је живело 85 становника, а густина насељености је износила 8,05 становника/km². Општина се простире на површини од 10,56 km². Налази се на средњој надморској висини од 157 метара (максималној 151 m, а минималној 80 m).

## Демографија
| 1962. | 1968. | 1975. | 1982. | 1990. | 1999. | 2011. |
| ----- | ----- | ----- | ----- | ----- | ----- | ----- |
| 160   | 175   | 102   | 101   | 82    | 88    | 85    |

График промене броја становника у току последњих година